# Donja Bačuga
Donja Bačuga je mjesto u Sisačko-moslavačkoj županiji, administrativno u sastavu grada Petrinje, smješteno južno od grada.

## Povijest
Povijest mjesta Donja Bačuga vezana je uz naselja Gornju Bačugu i Dolčane.
Prema popisu stanovništva iz 1880. godine, selo Bačuga, u čijem sastavu su tada bili Gornja i Donja Bačuga, imalo je 50 kuća, a Dolčani 12 kuća.
Nakon 2. svjetskog rata selo Bačuga dijeli se na sela Gornja i Donja Bačuga, a Dolčani se pripajaju Donjoj Bačugi (1949.). Tijekom 1950-ih godina Gornja Bačuga je imala 129 kuća, a Donja Bačuga 162 kuće.
Na prostoru na kojem se danas nalazi Donja Bačuga, 1846. godine je izgrađena crkva u gotskom stilu, posvećena prijenosu mošti Sv. arhiđakona Stefana (15. kolovoza) koja je srušena tijekom 2. svjetskog rata i do danas nije obnovljena. Osnovna škola sagrađena je oko 1850. godine, a pohađala su je djeca i iz okolnih sela.
Željeznička pruga na relaciji Sisak predgrađe (Caprag) - Karlovac, kroz selo je prošla 1905. godine. Do 1991. godine selo je imalo poštu, seoski dom, sportski klub, kulturno-umjetničko društvo, spomenik NOB-a, struju, vodu, asfalt.

## Stanovništvo
| broj stanovnika | 545   | 653   | 727   | 563   | 688   | 1374  | 661   | 1514  | 664   | 664   | 730   | 684   | 606   | 553   | 184   | 142   | 78    |
|                 | 1857. | 1869. | 1880. | 1890. | 1900. | 1910. | 1921. | 1931. | 1948. | 1953. | 1961. | 1971. | 1981. | 1991. | 2001. | 2011. | 2021. |

Prema popisu iz 2001. Donja Bačuga je imala ukupno 184 stanovnika, od čega je većina staračkih domaćinstava.